# Ferngas Netzgesellschaft
Die Ferngas Netzgesellschaft mbH betreibt als Kombinationsnetzbetreiber ein Fernleitungs- und Verteilernetz. Die Ferngas ist Eigentümer von Gashochdruckleitungsnetzen mit einer Gesamtlänge von rund 3120 km, zudem erbringt sie technische Dienstleistungen und berät Kunden bei Fragen um das Thema Gas und Wasserstoff.

## Hintergrund
Die Ferngas-Gruppe setzt sich aus der Ferngas Netzgesellschaft mbH und ihren Mutter- und Tochtergesellschaften zusammen. Die Ferngas Netzgesellschaft mbH ist die Tochtergesellschaft der Deutsche Gastransport Zwischenholding GmbH und die Muttergesellschaft der Ferngas Service & Management Verwaltungs GmbH, Komplementärin der Ferngas Service & Management GmbH & Co. KG. Die Mitarbeiter sind in der Ferngas Netzgesellschaft mbH und der Ferngas Service & Management GmbH & Co. KG angestellt. Die Ferngas Service & Management GmbH & Co. KG erbringt Dienstleistungen für alle Gesellschaften innerhalb der Ferngas-Gruppe. Das Unternehmen gehört indirekt zum Konzern Versicherungskammer. Im Jahr 2021 hat Ferngas das H₂-Pilotprojekt TH₂ECO (Thüringer H₂ Ecosystem) initiiert. Daran wirken viele namhafte Unternehmen mit, die in Thüringen verwurzelt sind, u. a. Netzbetreiber, Energie- und Stromanbieter sowie Spezialisten für erneuerbare Energien.
Die Ferngas-Gruppe betreibt ein Verteilernetz mit einer Länge von 2904 km (Stand 31. Dezember 2023) in Bayern und Thüringen sowie in Hessen, Sachsen und Sachsen-Anhalt. In Thüringen betreibt sie ein Fernleitungsnetz mit einer Länge von 214 km. Die Ferngas Netzgesellschaft mbH ist zertifizierter „Unabhängiger Transportnetzbetreiber“ nach §§ 4a, 4b, 10-10e EnWG und als sogenannter Kombinationsnetzbetreiber (gem. § 6d EnWG) organisiert.

## Geschichte
Mit Eintragung im Handelsregister vom 30. Juni 2017 wurde die ehemalige Ferngas Nordbayern GmbH auf ihre Schwestergesellschaft, die ehemalige Ferngas Thüringen-Sachsen GmbH, verschmolzen. Die beiden vorher eigenständigen Unternehmen arbeiten seither als ein Unternehmen unter dem neuen Namen Ferngas Netzgesellschaft mbH mit Sitz in Schwaig bei Nürnberg weiter. Die Gesellschaft betreut zwei Netzgebiete: das Netzgebiet Nordbayern und das Netzgebiet Thüringen-Sachsen. Am 1. Januar 2018 übernahm die Ferngas Netzgesellschaft mbH den Netzbetrieb im Netzgebiet Nordbayern von der Open Grid Regional GmbH. Seit 1. Oktober 2018 betreibt die Ferngas Netzgesellschaft mbH als Kombinationsnetzbetreiber ein Fernleitungs- und ein Verteilernetz. Am 1. April 2021 erwarb der Konzern Versicherungskammer die Ferngas-Gruppe.